# جسر ميناء بوسان
جسر ميناء بوسان (بالكورية: 부산항대교، بالهانجا: 釜山港大橋) هو جسر معلق كابلي في بوسان، كوريا الجنوبية، يربط بين حي يونغدو وحي نام. يتميز بأن طوله الإجمالي يتراوح بين 3,331 و3,368 مترًا، مع عرض يتراوح بين 18.6 و28.7 مترًا، مما يجعله أحد أطول الجسور المعلقة في البلاد.

## التخطيط والبناء
بدأ تصميم وبناء الجسر في 14 ديسمبر 2006، وتم الانتهاء من بنائه في 11 أبريل 2014، بينما جرى الافتتاح الرسمي في 22 مايو من نفس العام بحضور رسمي من بلدية بوسان وعدد من مسؤولي المدينة والمواطنين. يُعد الجسر جزءًا محوريًا من شبكة الطرق الساحلية المغلقة في بوسان، التي تشمل عدة جسور مثل جسر قوقا وغوانغآن.

## التصميم الهندسي
يتميز الجسر بأن أبراجه الحاملة على شكل ماسي ارتفاعها 190 متر، ويتميز التصميم بمرونة دفعية لربط الجسر بطريق ساحلي مزدوج الاتجاه. يمر السفن الكبيرة تحت الجسر بفضل خلوص مائي يبلغ 60 مترًا. كما يعتبر أفضل جسر معلق من حيث الطول والقدرة على المجاري الملاحية في كوريا الجنوبية.

## الرؤية الليلية والهوية الثقافية
يزدان الجسر بإضاءة LED ديناميكية، تم تركيب وحدات إضاءة LED خفيفة وعالية الكفاءة تسلّط الضوء على الكابلات الداعمة والأبراج، ويُبرمج الضوء ليتغير ألوانه كل 20 ثانية، مما يمنح الجسر منظراً سحرياً في الليل ويجعله معلمًا بصريًا في أفق بوسان.

## في الثقافة الشعبية
ظهر الجسر في الحلقة 420 من البرنامج التلفزيوني الكوري الشهير Running Man، ما أكسبه شهرة أوسع، خاصة بين محبي السياحة والتصوير.

## الجدول الزمني
| السنة           | الحدث                                        |
| --------------- | -------------------------------------------- |
| 2006            | بداية العمل في بناء الجسر.                   |
| 2014 (11 أبريل) | الانتهاء من البناء.                          |
| 2014 (22 مايو)  | افتتاحه الرسمي للجمهور.                      |
| 2014            | إدخاله في شبكة حلقة الطرق الساحلية في بوسان. |